# Białe Skały
Die Białe Skały ist ein Berg in den polnischen Pieninki, einem Gebirgszug der Pieninen, mit 749 Metern Höhe. Ihr Gipfel ist bewaldet und er liegt auf dem Höhenweg Sokola Perć.

## Lage und Umgebung
Die Białe Skały liegt im Hauptkamm der Pieninen. Südöstlich des Gipfels liegt der Dunajec-Durchbruch, nördlich liegt das Tal der Krośnica. 

## Etymologie
Der Name lässt sich als Weiße Felsen übersetzen.

## Tourismus
Der Gipfel liegt im Pieninen-Nationalpark.

### Routen zum Gipfel
- ▬ der blau markierte Kammweg von Czorsztyn über die Czorsztyner Pieninen, das Massiv Trzy Korony auf den Gipfel und hinab zum Fluss Dunajec zur Überfahrt Nowy Przewóz nach Szczawnica.